# Convenzione di Gary
La Convenzione politica nazionale nera (National Black Political Convention), o Convenzione di Gary (Gary Convention), si tenne dal 10 al 12 marzo 1972 a Gary, in Indiana.
La convenzione ha riunito circa diecimila afroamericani per discutere e per sostenere le comunità nere che attraversavano una significativa crisi economica e sociale. Parte del loro obiettivo era aumentare il numero di politici neri eletti, aumentare la propria rappresentanza e stilare un programma per un cambiamento fondamentale. La convenzione emanò anche la Dichiarazione di Gary, in cui si affermava che il sistema politico americano stava deludendo i neri americani e che l'unico modo per affrontare questo problema era passare a una politica nera indipendente. Tra i partecipanti degni di nota alla convenzione si annoverarono il sindaco di Gary Richard Hatcher, l'attivista per i diritti civili Jesse Jackson e il rappresentante della Camera Charles C. Diggs Jr. Diggs Jr. e Hatcher furono i due relatori principali alla National Black Political Convention.
Il documentario Nationtime del 1972 del regista William Greaves, con la voce narrante di Sidney Poitier, trattò della Convenzione politica nazionale nera. Nel 2020 ne fu distribuita una versione restaurata di 80 minuti con il finanziamento di Jane Fonda e della Hollywood Foreign Press Association.